# Лонне, Рафаэль
Рафаэль Лонне (фр. Raphaël Lonné; 4 мая 1910, Монфор-ан-Шалосс — 12 ноября 1989, Бордо) — французский художник-самоучка и спиритист, один из ярких представителей искусства Ар брют.

## Жизнь и творчество
Р. Лонне родился в небольшом городке на юго-западе Франции. В 12-летнем возрасте он бросает учёбу в школе и зарабатывает на жизнь подсобным рабочим. В 1937 году переезжает в Бордо и работает там трамвайным кондуктором, консьержем, санитаром в госпитале. Позднее Лонне возвращается на родину, в Ланды, и занимает место почтальона. Здесь открываются его увлечения музыкой и поэзией, Р. Лонне аккомпанирует на местных праздниках, начинает заниматься живописью.
В 1950 году Р. Лонне впервые участвует в спиритическом сеансе, во время которого, впав в транс, начинает рисовать совершенно определённым, характерным для всего его последующего творчества образом. Художник создаёт свои произведения слева направо и сверху вниз, и рассказывает впоследствии, что его рукой с кистью «как-будто кто-то водит». Свои работы Лонне называет «графической поэзией». Он пишет насыщенные композиции тушью, графитными карандашами, масляными красками и шариковой ручкой, заполненные силуэтными изображениями из человеческих лиц, животных и растений. Все свои картины автор датировал. Вскоре на его творчество обратил внимание психиатр и поэт-сюрреалист Гастон Фердьер, работавший также с Антоненом Арто. В 1963 году с Р. Лонне встречается Жан Дюбюффе, один из основоположников Ар брют, и приобретает 450 его работ для своей коллекции. С этого времени оба художника находятся в постоянном контакте и обмениваются своими произведениями.
В 1971 году проходят выставки работ Р. Лонне в Париже, Бордо, Даксе и Биаррице. В 1973 году художник уходит на пенсию и с тех пор живёт вместе с женой-киприоткой в доме, приобретённом на средства, вырученные от продажи своих картин. Скончался в преклонном возрасте в Бордо.